# Azokan
Azokan – organiczny związek chemiczny z grupy nasyconych związków heterocyklicznych. Zbudowany jest z ośmioatomowego pierścienia, w skład którego wchodzi siedem atomów węgla oraz jeden atom azotu.